# دوري أسيان لكرة السلة
دوري أسيان لكرة السلة هو دوري لكرة السلة للمحترفين في شرق آسيا وجنوب شرق آسيا حيث يضم 5 فرق من جنوب شرق آسيا وفريق من هونغ كونغ وفريقين من ماكاو وفريقين من تايوان،تأسس الدوري في 2009.